# Martinus Schoock

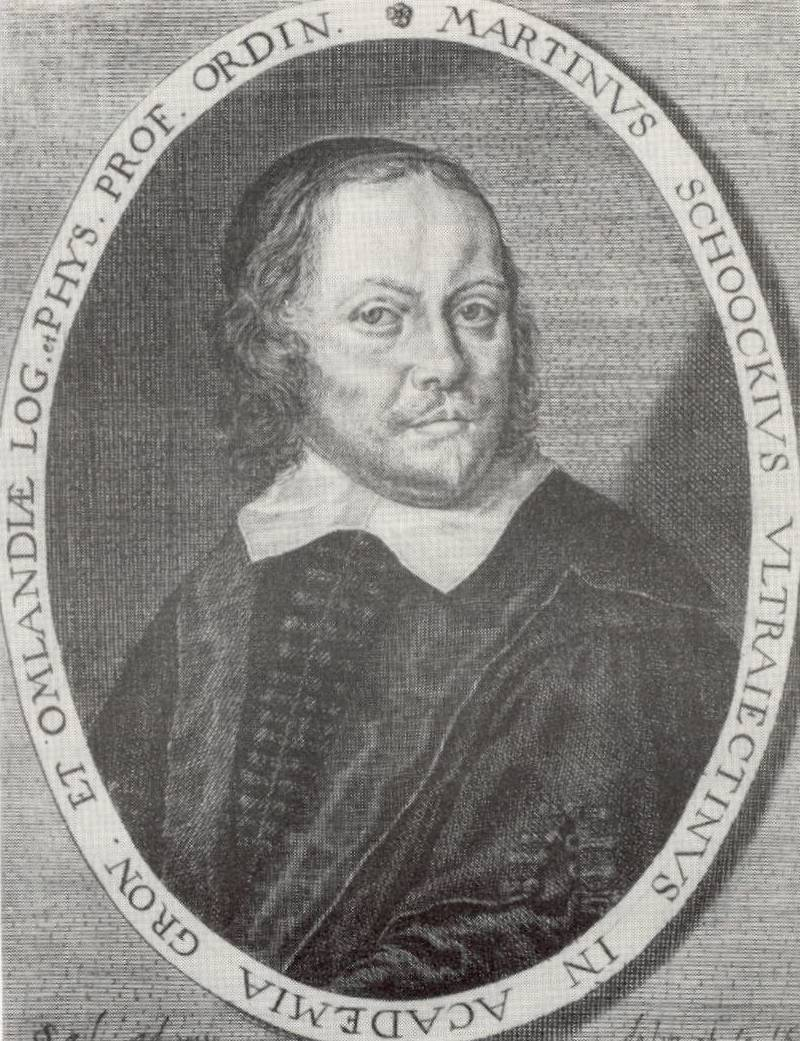
Martinus Schoock, hoogleraar

Martinus Schoock (Utrecht, 1614 - Frankfurt (Oder), 1669) was filosoof en van 1640-1666 hoogleraar aan de universiteit van Groningen. Hij stond in de aristotelische en platonistische tradities, maar verkoos een pril vooruitgangsgeloof boven het aloude geloof in de prisca scientia. Eerst was hij een tegenstander van Descartes, later zou hij een voorzichtige aristotelisch-cartesiaanse synthese, de zogeheten philosophia novantiqua, voorstaan. Verder was hij een orthodox lid van de hervormde kerk, die aanvankelijk tot de Nadere Reformatie behoorde, en zag de Bijbel als een belangrijkere bron van kennis in de natuurfilosofie (de fysica) dan de rede.
Schoock liet veel geschriften na, waaronder het Tractatus de turffis dat eeuwenlang bekend bleef als het handboek op het gebied van de ontginning van het hoogveen. Het wordt vanuit geschiedkundig gezichtspunt nog gezien als een belangrijke bron over de zeventiende-eeuwse verveningen. De hoogleraar schreef over de meest uiteenlopende onderwerpen zoals recht, religie, staatsinrichting, wijsbegeerte, overstromingen, bier, kaas, tulpen en de ooievaar.

## Loopbaan
Zijn studies deed Schoock aan de universiteiten van Leiden en Franeker. Hij was een leerling van Gijsbert Voetius. In 1636 werd hij in Utrecht aangesteld als professor Grieks en Latijn. Van 1638 tot 1640 doceerde hij retorica en geschiedenis aan het Athenaeum Illustre te Deventer. Na twee jaar vestigde hij zich in Groningen waar hij 16 jaar les zou geven in logica, fysica en filosofica practica. Schoock schreef ook over de geschiedenis van het bierbrouwen, de afkeer van kaas, het gevaar van atheïsme en over het niets. Zijn laatste jaren bracht Schoock door aan de universiteit van Frankfurt (Oder) waar hij in 1669 stierf.

## Ruzie met Descartes
Martinus Schoock was de laatste vertegenwoordiger van het aristotelisme aan de Groninger universiteit. In 1643 lanceerde hij een aanval op de 'nieuwe wijsbegeerte' en haar aanhang, waarbij vooral René Descartes het moest ontgelden. Hij maakte hem uit voor kwakzalver en avonturier en beschuldigde hem van atheïsme. Ondanks de scheldkritiek bevatte Schoocks werk ook een serieuse filosofische analyse. Descartes accepteerde het gescheld niet en eiste via de Staten van Groningen en de senaat van de Groningse academie genoegdoening. Schoock verschool zich daarop achter Gisbertus Voetius; hij zou slechts diens ideeën openbaar hebben gemaakt en deze zou de geestelijk vader zijn van de beledigingen. De relatie tussen Schoock en Voetius was hierna definitief verziekt. Schoock werd in 1645 publiekelijk afgevallen door de senaat, maar behield zijn positie aan de universiteit. Hoewel hij erudiet was, wees hij in 1652 de stelling 'cogito ergo sum' van Descartes af als grondslag van zekerheid.

## Turf
Toen Schoock in 1640 in Groningen kwam werken, was de stad een centrum van turfhandel. Hij kwam in aanraking met de veenderij omdat hij studenten had die daaruit afkomstig waren. Een van hen, Frederikus Hogezandt, zoon van een vervener, verschafte hem veel informatie. Een verhandeling over het veen, de turfwinning en de handel in turf van de hand van professor Schoock verscheen in 1658. Het boekje vond nationaal en internationaal lang weerklank. Tot ver in de negentiende eeuw werd het Tractatus de turffis in vrijwel iedere publicatie over veen en turf genoemd. Het is een belangrijke bron voor wetenschappers die historisch onderzoek naar de vervening in Nederland doen. Het werd in 1984 vertaald en herdrukt. Schoock gaf praktische aanwijzingen aan de turfontginners. De drassige veengebieden waren niet zonder levensgevaar te betreden. Hij adviseerde delvers "de grootste zorgvuldigheid, met brede planken onder hun voeten, om niet dieper weg te zakken in de moerassen (zodat we alleen de overgebleven hoofden kunnen zien) zich laten leiden door de rooilijn van de sloot".

## Rattenvanger
Schoock gaf in 1659 Fabula hamelensis uit, een betoog waarin hij de sage van de Rattenvanger van Hamelen fileerde. De Hamelse predikant Samuel Erich had in 1654 de historiciteit van het verhaal verdedigd met niet zo sterke argumenten. Schoock maakte gehakt van Erichs argumenten en zijn conclusie was dat het "pathetische" verhaal helemaal ongeloofwaardig was. Tegenwoordig zijn historici grotendeels overtuigd dat het verhaal wel een historische kern bevat.

## Ooievaar
In 1660 publiceerde Schoock het boekje De Ciconiis Tractatus. Het is de oudste in Nederland verschenen publicatie over de ooievaar. De professor beschrijft feiten en verzinsels die vanaf de klassieke oudheid tot halverwege de zeventiende eeuw over deze vogel geschreven zijn. Deze eerste in Nederland verschenen monografie over een vogelsoort werd in 2017 vanuit het Neolatijn in het Nederlands vertaald. 